# Takemi Tarō

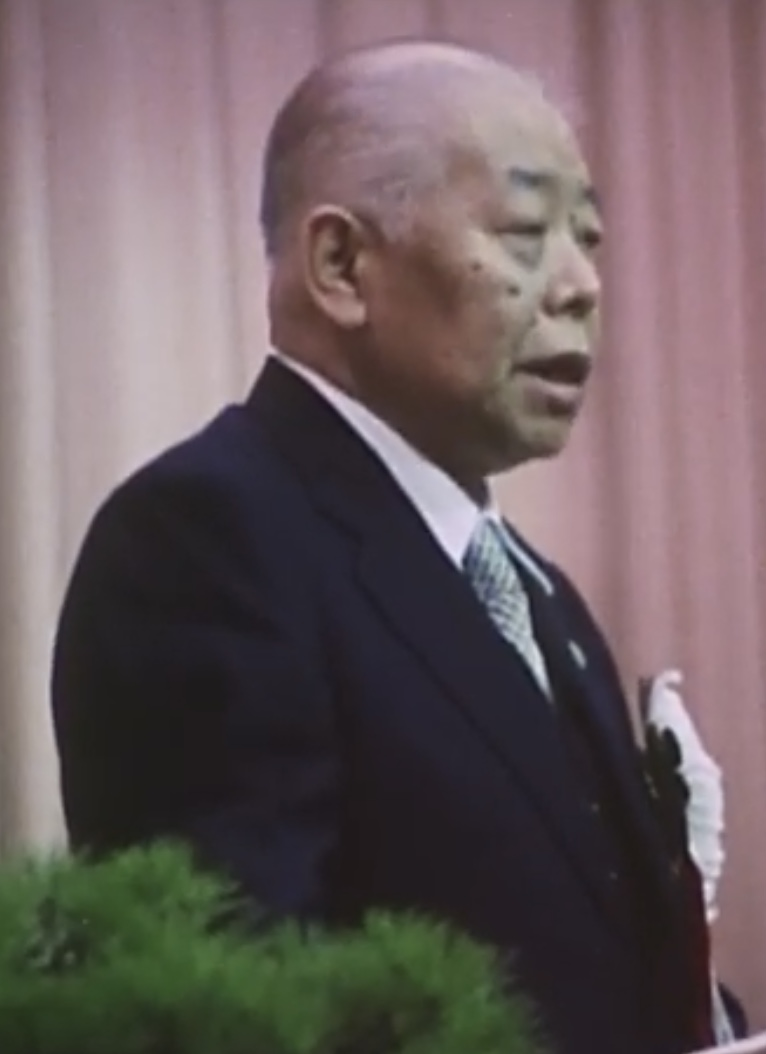
Takemi Tarō

Takemi Tarō (japanisch 武見 太郎; geboren 7. August 1904 in der Präfektur Kyōto; gestorben 20. Dezember 1983 in der Präfektur Tokio) war ein japanischer Mediziner.

## Leben und Wirken
Takemi Tarō machte 1930 seinem Abschluss an der School of Medicine der Keiō-Universität und schrieb er sich dort in der Abteilung für Innere Medizin ein. Aber es gab Meinungsverschiedenheiten, so dass er zu Nishina Yoshio am RIKEN wechselte. Dort befasste er sich mit der medizinischen Anwendung der Kernphysik und mit der Entwicklung der frühen Elektrokardiographen. 1938 eröffnete er eine Klinik in der Ginza, einem zentralen Stadtteil von Tokio. Gleich zu Beginn hängte er im Wartezimmer eine Tafel mit der Botschaft auf: „Aktive Generäle, Minister und ältere Menschen: zuerst die Notfallpatienten.“
Nach dem Zweiten Weltkrieg, beteiligt an der Gründung der „New Medical Association“ (新生医師会, shinsei ishikai), als Vertreter der regionalen Ärztekammer (地区医師会) und als Vertreter der „Japan Medical Association“ (日本医師会) wurde er 1950 unter Takemiya Takeo (田宮 猛雄; 1889–1963) Stellvertretender Vorsitzender. 1957 wurde er der 6. Vorsitzende und bekleidete diese Position 13 Amtszeiten und 25 Jahre lang.
Um die Beschränkungen im Rahmen der kassenärztlichen Versorgung abzuschaffen und die ärztliche Vergütung zu revidieren, verfolgte er die Taktik des Ausscheidens aller Kassenärzte (1961, 1971), um die Führung der Ärztekammern in der Ärzte- und Gesundheitsverwaltung zu etablieren. Dabei erhielt er den Spitznamen „Fighting Taro“ (喧嘩太郎, Kenka Tarō). 1975 wurde er der erste asiatische Präsident des Weltärztebundes und leitete die Generalversammlung von Tokio. Die Keiō-Universität ehrte ihn 1983 als Meiyo Kyōju.
Zu Takemis Veröffentlichungen gehört „Jitsuroku Nihon ishi-kai“ (実録日本医師会) – „Wahre Darstellung der Japan Medical Association“. Eine seiner Äußerungen lautet: „Erst nachdem ich selbst einmal in ein Krankenhaus eingeliefert wurde, wurde mir klar, dass Patienten bemitleidenswerte Wesen sind.“